# Sabotage (sång)
För andra betydelser, se Sabotage (olika betydelser).
"Sabotage" är en låt från 1994 av Beastie Boys. Låten var deras första singel från studioalbumet Ill Communication.
Låten präglas av en rapcore-karaktäristik. Låten består av sång/rap, traditionella rockinstrument (Ad-Rock på elgitarr, MCA på elbas och Mike D på trummor), DJ-scratching och starkt förvrängda basriff. Låtens musikvideo är regisserad av Spike Jonze. Videon spelades ofta på MTV och nominerades vid MTV Video Music Awards 1994 i fem kategorier.
År 2004 rankade Rolling Stone "Sabotage" på 480:e plats på sin lista över de 500 bästa låtarna genom tiderna (se The 500 Greatest Songs of All Time).

## Musikvideo
Musikvideon är en hyllning till och parodi på deckarserier under 1970-talet, som till exempel Hawaii Five-O, The Streets of San Francisco, S.W.A.T., Baretta och Starsky och Hutch. Sabotage-videon utgör i sig en inledningsvinjett till den fiktiva polisserien "Sabotage" och bandmedlemmarna spelar olika karaktärer.
- Sir Stewart Wallace som sig själv (spelad av MCA)
- Nathan Wind som Cochese (MCA)
- Vic Colfari som Bobby, "The Rookie" (Ad-Rock)
- Alasondro Alegré som "The Chief" (Mike D)
- Fred Kelly som Bunny (DJ Hurricane)